# Marina Mora
Marina Mora (Milano, 1840 – Napoli, 1926) è stata una ballerina italiana. Attiva tra il 1853 e il 1879, viene considerata una delle principali interpreti del balletto romantico italiano e fu apprezzata per la sua tecnica raffinata, la grazia scenica e la capacità mimica. La sua carriera si svolse tra i maggiori teatri italiani ed europei, tra cui il Teatro San Carlo di Napoli, il Teatro della Canobbiana di Milano, il Teatro dell'Opera di Berlino e il Grand Théâtre de Bordeaux, nonché nei più importanti teatri della penisola iberica.

## Biografia
Marina Mora nacque a Milano intorno al 1840, figlia dei ballerini Ercole Mora e Serafina Frullani. Fu allieva della scuola dei coniugi Carlo Blasis e Annunziata Ramaccini, dove si distinse per le sue doti tecniche, in particolare nella danza sulle punte. Debuttò giovanissima, a soli dodici anni, al Teatro Carcano di Milano e successivamente al Teatro Regio di Torino, dove ottenne i primi riconoscimenti come "prima ballerina italiana". Nel 1855 fu scritturata come prima ballerina assoluta di rango francese al Teatro Regio di Parma, dove partecipò alla prima italiana dei Vespri Siciliani di Giuseppe Verdi.
Tra il 1856 e il 1858 fu protagonista al Teatro San Carlo di Napoli, dove riscosse un successo travolgente, alimentato anche da una vivace attenzione della stampa. Le sue esibizioni in balletti come Il trionfo dell’'innocenza, Granadilla e Shakespeare furono acclamate dal pubblico. La sua immagine fu diffusa anche attraverso la fotografia, allora una novità, contribuendo alla sua popolarità.
Nel 1859 sposò l'artista Ambrogio Pretti e si ritirò temporaneamente dalle scene. Tornò a danzare nel 1860, esibendosi in numerosi teatri italiani, tra cui Parma, Brescia, Firenze, Modena, Reggio Emilia, Casale Monferrato e Genova.
Nel 1862 fu scritturata al Teatro Reale di Berlino, dove ottenne un grande successo con Caterina, la figlia del bandito e La Sylphide. L'anno successivo si esibì al Grand Théâtre di Bordeaux, dove interpretò ruoli in Flore et l'Amour, Giselle e Masaniello. Fu a Bordeaux che nacque la figlia Giovanna nel 1864. Secondo fonti archivistiche, ebbe una relazione con Luigi I di Braganza, re del Portogallo, da cui nacque il figlio Pier Luigi Pretti. Nonostante alcune critiche iniziali, conquistò il pubblico francese con la sua eleganza e forza espressiva. La carriera di Mora si concluse negli anni 1870. Trascorse gli ultimi anni a Napoli, dove morì nel 1926.